# Dolphin (ファイルマネージャ)
Dolphin（ドルフィン）は、KDEデスクトップ環境で動作するファイルマネージャである。

## 詳細
DolphinはKDE SC 4以降で既定で採用されている。
それまでの既定のファイルマネージャはKonquerorであった。
しかし、これはファイルマネージャ以外にもウェブブラウザなどの多くの機能を兼ね備える一方でその使い勝手の悪さに対するユーザーからの批判が有り、その各機能は別々のアプリケーションに分けられることになった。
その結果として、ファイルマネージャの部分が独立したのがDolphinである。
DolphinはKonquerorとソースコードを共有するがファイルマネージャ機能のみに絞られ、Konquerorはウェブブラウザとして開発が続けられる。
勿論ながら、Konquerorを（Dolphinの代わりに）ファイルマネージャとして使用し続けることも可能である。

### 機能
- ネットワークの可視性
- URLの各部分がクリック可能なナビゲーションバー
- ファイル名の一括変更
- 各フォルダごとに異なる表示方法を適用可能である
- (ファイルのコピー・移動における)ウィンドウの分割
- ファイル操作に対して「元に戻す（英語版）」と「やり直す」が可能である